# Wiliame Katonivere
Wiliame Katonivere (Suva, 20 april 1964) is een Fijisch politicus namens de populistische partij FijiFirst. Van 2021 tot 2024 was hij de zesde president van Fiji. Sinds 2013 is hij de gouverneur van Macuata.

## Biografie
Katonivere is op 20 april 1964 geboren in Suva, de hoofdstad van Fiji. Hij is het zevende en laatste kind van Ratu Soso Katonivere en Samanunu Boteiviwa - beiden afkomstig uit Vanua Levu. Op 19-jarige leeftijd ging Katonivere het leger in, waarvoor hij onder andere naar Libanon werd uitgezonden ten tijde van de UNIFIL-missie.
Na een carrière van bijna dertig jaar in het leger werd Katonivere in 2013 politiek actief. Hij werd in 2013 verkozen tot gouverneur van Macuata - waarbij hij de opvolger van zijn oudere broer Aisea Katonivere werd, die eerder dat jaar was overleden.
Wiliame Katonivere werd in 2021 door premier Frank Bainimarama genomineerd als presidentskandidaat van de populistische partij FijiFirst. Zijn tegenkandidaat was Teimumu Kepa, genomineerd door de whip van de oppositie Lynda Tabuya. Katonivere was in staat om de steun van een meerderheid van de parlementsleden te krijgen in de eerste stemronde en versloeg Kepa met 28 tegen 23 stemmen. Op 12 november 2021 legde hij zijn eed af en werd hij uitgeroepen tot zesde president van Fiji. Met zijn 57-jarige leeftijd was hij de jongste president van Fiji en bovendien een van de twee presidenten uit de Northern-divisie van Fiji.
In 2024 werd Katonivere door premier Sitiveni Rabuka naar voren geschoven voor een tweede ambtstermijn als president, maar kort voor de verkiezingsdatum trok hij zich terug als kandidaat. Het presidentschap werd op 12 november 2024 overgenomen door Naiqama Lalabalavu.
Penaia Ganilau · Kamisese Mara · Josefa Iloilo · Epeli Nailatikau · George Konrote · Wiliame Katonivere · Naiqama Lalabalavu